# Segur (Cantal)
Ségur-les-Villas és un municipi francès situat al departament de Cantal i a la regió d'Alvèrnia-Roine-Alps. L'any 2007 tenia 224 habitants.

## Demografia

### Població
El 2007 la població de fet de Ségur-les-Villas era de 224 persones. Hi havia 105 famílies de les quals 35 eren unipersonals (23 homes vivint sols i 12 dones vivint soles), 39 parelles sense fills, 27 parelles amb fills i 4 famílies monoparentals amb fills.
La població ha evolucionat segons el següent gràfic:
Habitants censats

### Habitatges
El 2007 hi havia 243 habitatges, 110 eren l'habitatge principal de la família, 99 eren segones residències i 34 estaven desocupats. 192 eren cases i 51 eren apartaments. Dels 110 habitatges principals, 81 estaven ocupats pels seus propietaris, 25 estaven llogats i ocupats pels llogaters i 4 estaven cedits a títol gratuït; 3 tenien una cambra, 13 en tenien dues, 32 en tenien tres, 30 en tenien quatre i 32 en tenien cinc o més. 65 habitatges disposaven pel capbaix d'una plaça de pàrquing. A 59 habitatges hi havia un automòbil i a 34 n'hi havia dos o més.

### Piràmide de població
La piràmide de població per edats i sexe el 2009 era:
| Homes | Edats   | Dones |
| ----- | ------- | ----- |
| 0     | 95 o +  | 0     |
| 0     | 90 a 94 | 0     |
| 4     | 85 a 89 | 4     |
| 8     | 80 a 84 | 0     |
| 0     | 75 a 79 | 8     |
| 8     | 70 a 74 | 0     |
| 8     | 65 a 69 | 24    |
| 16    | 60 a 64 | 24    |
| 12    | 55 a 59 | 4     |
| 16    | 50 a 54 | 12    |
| 4     | 45 a 49 | 8     |
| 4     | 40 a 44 | 12    |
| 4     | 35 a 39 | 0     |
| 8     | 30 a 34 | 4     |
| 16    | 25 a 29 | 8     |
| 8     | 20 a 24 | 8     |
| 8     | 15 a 19 | 4     |
| 0     | 10 a 14 | 4     |
| 4     | 5 a 9   | 4     |
| 0     | 0 a 4   | 0     |

## Economia
El 2007 la població en edat de treballar era de 134 persones, 88 eren actives i 46 eren inactives. De les 88 persones actives 80 estaven ocupades (49 homes i 31 dones) i 8 estaven aturades (4 homes i 4 dones). De les 46 persones inactives 22 estaven jubilades, 4 estaven estudiant i 20 estaven classificades com a «altres inactius».

### Ingressos
El 2009 a Ségur-les-Villas hi havia 104 unitats fiscals que integraven 213 persones, la mediana anual d'ingressos fiscals per persona era de 12.600 €.

### Activitats econòmiques
Dels 12 establiments que hi havia el 2007, 1 era d'una empresa alimentària, 1 d'una empresa de construcció, 1 d'una empresa de comerç i reparació d'automòbils, 2 d'empreses de transport, 3 d'empreses d'hostatgeria i restauració, 1 d'una empresa immobiliària i 3 d'empreses de serveis.
Dels 3 establiments de servei als particulars que hi havia el 2009, 1 era un paleta, 1 lampisteria i 1 restaurant.
L'únic establiment comercial que hi havia el 2009 era una botiga de més de 120 m².
L'any 2000 a Ségur-les-Villas hi havia 23 explotacions agrícoles que ocupaven un total de 1.710 hectàrees.

## Poblacions més properes
El següent diagrama mostra les poblacions més properes.